# Sarvi
Sarvi eller Sarvijärvi är en sjö i Finland. Den ligger i kommunen Taivalkoski i landskapet Norra Österbotten, i den nordöstra delen av landet, 600 km norr om huvudstaden Helsingfors. Sarvi ligger 237,3 meter över havet. Arean är 93,5 hektar och strandlinjen är 7,62 kilometer lång. Sjön  ingår i Ijo älvs huvudavrinningsområde. 